# Bruno Piazzalunga
Bruno Piazzalunga (Chiomonte, 25 ottobre 1944) è un ex sciatore alpino italiano.

## Biografia
Specialista delle prove tecniche, debuttò in campo internazionale in occasione del trofeo Arlberg-Kandahar 1960 (Sestriere, 1-3 aprile), classificandosi 62º nella discesa libera, ed esordì in Coppa del Mondo nella terza gara della stagione inaugurale, lo slalom gigante disputato il 9 gennaio 1967 ad Adelboden, piazzandosi 10º: tale risultato sarebbe rimasto il migliore di Piazzalunga nel massimo circuito internazionale.
Ai X Giochi olimpici invernali di Grenoble 1968, sua unica presenza olimpica e iridata, fu 11º nello slalom gigante e non si qualificò per la finale dello slalom speciale; in Coppa del Mondo ottenne l'ultimo piazzamento il 16 febbraio 1969 a Kranjska Gora in slalom gigante (28º) e prese per l'ultima volta il via il giorno successivo nella medesima località in slalom speciale, senza completare la gara. Si ritirò in occasione dei successivi Campionati italiani 1969 disputati a Bardonecchia, dove fu 10º nello slalom gigante e 5º nello slalom speciale; in seguito divenne maestro di sci nel comprensorio sciistico della Vialattea.

## Palmarès

### Coppa del Mondo
- Miglior piazzamento in classifica generale: 42º nel 1967

### Campionati italiani
- 4 medaglie[6]:
  - 1 oro (slalom gigante nel 1966)
  - 2 argenti (slalom speciale, combinata nel 1966)
  - 1 bronzo (slalom gigante nel 1967)